# Отделение совхоза «Кикерино»
Отделение совхоза «Кикерино» — посёлок в Калитинском сельском поселении Волосовского района Ленинградской области.

## История

Деревни Большое и Малое Кикерино, посёлок совхоза «Кикерино» и посёлок Кикерино на карте 1940 года

По данным 1966 года посёлок Кикерино отделение совхоза находился в составе Кикеринского сельсовета.
По административным данным 1990 года посёлок Отделение совхоза «Кикерино» входил в состав Калитинского сельсовета.
По данным 1997 году в посёлке Отделение совхоза «Кикерино» проживал 131 человек, в 2002 году — 86 человек (русские — 91 %), в 2007 году — 141, в 2010 году — 131 человек.

## География
Посёлок расположен в восточной части района на пересечении автодорог 41А-002 (Гатчина — Ополье) и 41А-003 (Кемполово — Выра — Шапки), к западу и смежно с посёлком Кикерино.
Расстояние до административного центра поселения — 1,6 км.
Расстояние до ближайшей железнодорожной станции Кикерино — 0,5 км.

## Население
| 2002 | 2007 | 2010 | 2013 | 2017 |
| ---- | ---- | ---- | ---- | ---- |
| 86   | ↗141 | ↘131 | →131 | ↘122 |

### Национальный состав
Согласно данным Всероссийской переписи населения 2021 года в посёлке проживали 114 человек, из них:
 русские — 113, азербайджанцы — 1 человек.

## Инфраструктура
На 1 января 2013 года в посёлке было зарегистрировано: домов — 44, хозяйств — 51, дачных хозяйств — 7, дачников — 5.

## Улицы
Ветеранов, Гатчинское шоссе, Губаницкое шоссе, Известковая, Курковицкое, Просёлочная, Совхозная.